# 台盘乡
台盘乡，是中华人民共和国贵州省黔东南苗族侗族自治州台江县下辖的一个乡镇级行政单位。

## 行政区划
台盘乡下辖以下地区：
台盘村、阳芳村、空寨村、龙井村、德卷村、排内村、箕簸村、平水村、南尧村、棉花村、南瓦村、水寨村、南庄村、交江村和南江村。

## 中国传统村落
2013年8月，德卷村、南尧村被评为第二批中国传统村落。